# Joachim Meisner
Joachim Paul Meisner (Breslavia, Baja Silesia, Alemania, 25 de diciembre de 1933-Bad Füssing, Baja Baviera, 5 de julio de 2017) fue un cardenal alemán y arzobispo de Colonia (1988-2014). 

## Biografía
Joachim Meisner nació en 1933 en Breslavia (actualmente Wrocław, Polonia), en la provincia de la Baja Silesia, que en 1933 formaba parte de Alemania. 
Inició sus estudios de Filosofía y Teología en el Seminario de Erfurt, continuándolos en la Facultad Teológica de Neuzelle y en la Pontificia Universidad Gregoriana de Roma, donde obtuvo el doctorado en Sagrada Teología.
Fue ordenado como sacerdote el 22 de diciembre de 1962, y comenzó a ejercer su labor pastoral en Heiligenstadt (Erfürt), y como consejero espiritual de Cáritas entre 1963 y 1975.

### Episcopado
En 1975 el papa Pablo VI lo nombra Obispo titular de Vina y Obispo auxiliar del Administrador Apostólico de Erfurt-Meiningen. Como obispo auxiliar de Erfurt, firmó el primer acuerdo entre la Iglesia y el Estado basado en la Constitución de la República Democrática Alemana de 1963.
Fue elegido, por la Conferencia de Obispos de Berlín, como delegado de la cuarta Asamblea General Ordinaria del Sínodo de los Obispos, celebrada en 1977 en la Ciudad del Vaticano, donde renovó su amistad con Karol Wojtyła. Después de que Wojtyła fuera elegido como papa Juan Pablo II, Joachim Meisner fue elegido obispo de Berlín en 1980, una diócesis particular, que consistía en el este y el oeste de la ciudad, incluyendo los alrededores salpicados de pequeñas parroquias y comunidades.

### Cardenalato
Fue proclamado Cardenal en el consistorio del 2 de febrero de 1983 con el título de Cardenal presbítero de S. Pudenziana.
Fue presidente de la Conferencia Episcopal de Berlín entre 1982 y 1989. En 1988, a la muerte de Joseph Höffner, Joachim Meisner fue nombrado arzobispo de Colonia, cargo que mantendrá hasta 2014. En marzo de 2000, el papa Juan Pablo II le escribió una carta en alemán con motivo del 25 aniversario de su ordenación episcopal. Fue el obispo a cargo de la Jornada Mundial de la Juventud en agosto de 2005, que se celebró en Colonia y a la que asistió más de un millón de personas. Como líder de la achidiócesis de Alemania más grande y rica, el Cardenal también ocupaba una posición social y moral muy significativa.
Fue uno de los electores en los cónclaves de 2005, donde fue elegido el papa Benedicto XVI, y de 2013, donde fue elegido el papa Francisco.
Meisner murió el 5 de julio de 2017 mientras se encontraba de vacaciones en Bad Füssing, Baviera. Fue enterrado en la Catedral de Colonia.

## Posiciones

### Papado y Magisterio
Joachim Meisner es conocido por su apoyo absoluto al papa de Roma y a todas las enseñanzas de la Iglesia católica. El papa Juan Pablo II le pidió al cardenal Meisner que lo visitara cuando se encontraba en el Hospital Gemelli de Roma. Meisner tuvo una relación muy cercana con el papa Juan Pablo II y durante mucho tiempo fue amigo de Joseph Ratzinger, quien posteriormente sería el papa Benedicto XVI. Del papa Benedicto XVI ha dicho: Él [Benedicto XVI] tiene la inteligencia de 12 profesores y es tan piadoso como un niño en el día de su primera comunión.

### Relaciones con su diócesis
Ulrich Harbecke, un antiguo periodista religioso de la televisión pública de Colonia, escribió un libro sobre el cardenal donde afirmaba que era extremadamente anticristiano e implacable.

### Cultura y liturgia
Cuando la cultura se separa de la adoración a Dios, el culto se atrofia en el ritualismo y la cultura degenera dijo Joachim Meisner durante la bendición del nuevo museo de arte de su archidiócesis, el Kolumb, el 14 de septiembre de 2007. Su elección de la frase entartete Kunst ("arte degenerado") fue utilizada como título de la exhibición inaugurada por Adolf Hitler en Múnich el 19 de julio de 1937, por lo que generó una fuerte reacción negativa. Por lo general se considera que las palabras de Meisner iban dirigidas contra la vidriera de la catedral de Colonia realizada por Gerhard Richter, que había sido terminada unas semanas antes y que no le gustó.[cita requerida]
En 2010, durante la presentación la quinta edición del Martirologio alemán, afirmó que sigue siendo sorprendente cómo muchos cristianos mantuvieron su fidelidad al Evangelio en Alemania, bajo el sistema ateo del nacionalsocialismo y del comunismo.

Nosotros como cristianos católicos siempre tenemos una razón para la esperanza. Marcharemos derechos y con la cabeza alta, confiados y seguros de la victoria en nuestros tiempos modernos. Porque tenemos un Dios sin rival, que se reveló en Jesucristo."
Joachim Meisner (Radio Horeb, 12 de diciembre de 2004)

### DubiassobreAmoris laetitia
Meisner ha criticado públicamente la exhortación apostólica  Amoris Laetitia, en particular la nota 351 que planteaba la posibilidad de que los divorciados vueltos a casar pudiesen comulgar. En 2016, Meisner, junto con los también cardenales Walter Brandmüller (Alemania), Carlo Caffarra (Italia) y Raymond L. Burke (EE. UU.), presentó una serie de preguntas al Papa Francisco con el fin de clarificar dicha postura, denominadas dubia que tras dos meses sin respuesta fueron publicadas. 